# Östra Karaby församling
Östra Karaby församling var en församling i Lunds stift och i Eslövs kommun. Församlingen uppgick 2002 i Reslöv-Östra Karaby församling.

## Administrativ historik
Församlingen har medeltida ursprung. 
Församlingen var till och med 2001 annexförsamling i pastoratet Reslöv och Östra Karaby som mellan 1962 och 1974 även omfattade Torrlösa församling. Församlingen uppgick 2002 i Reslöv-Östra Karaby församling.

## Kyrkor
- Östra Karaby kyrka